# Antikapitalizmus

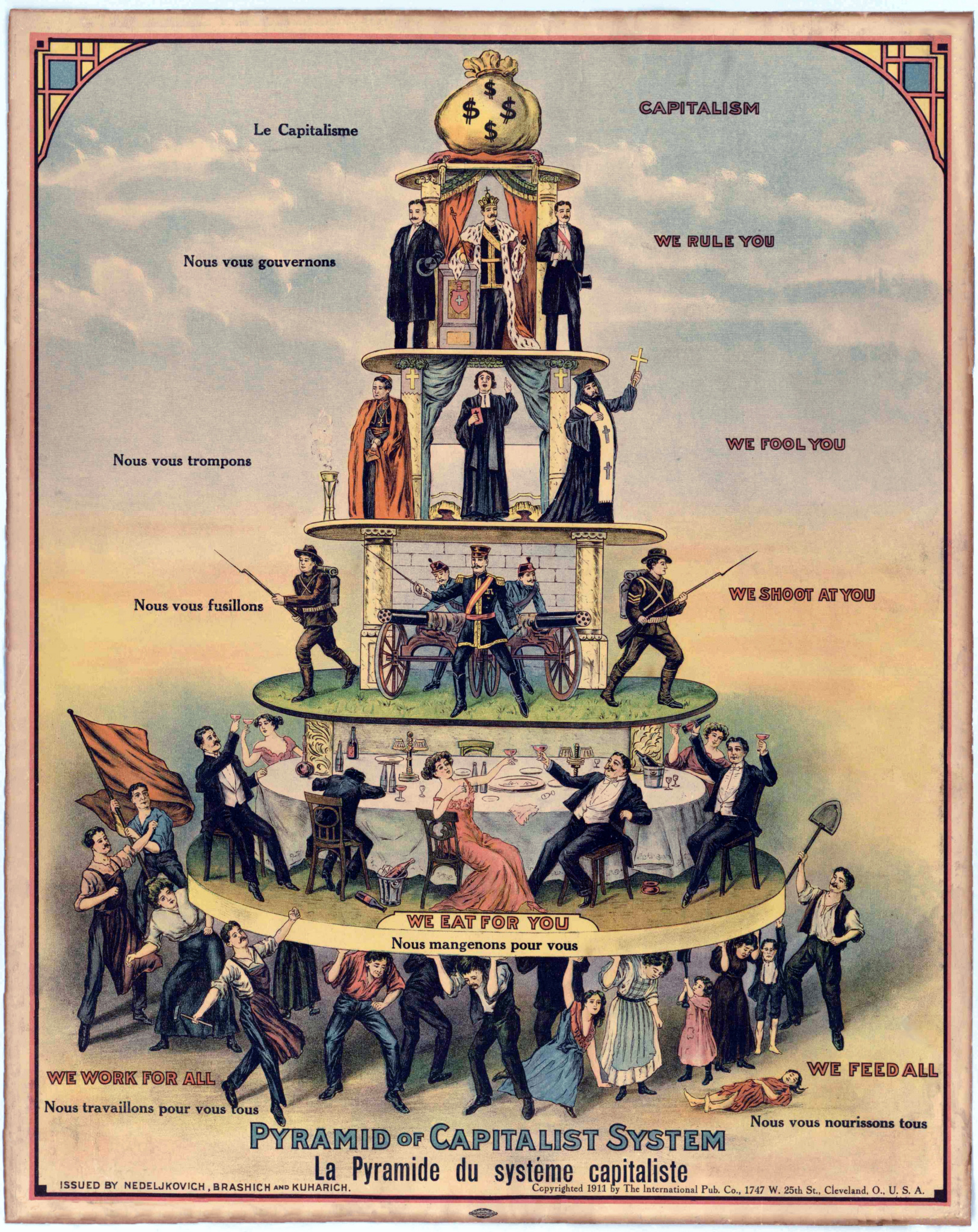
Antikapitalista gúnyrajz 1911-ből

Az antikapitalizmus olyan eszmerendszer vagy mozgalom, amely kritizálja a kapitalizmust mint gazdasági és társadalmi rendszert, és a kapitalizmus helyett más gazdasági modellek létrehozását szorgalmazza. A kapitalizmus az a rendszer, amelyben a termelési eszközök (pl. gyárak, föld, tőke) magántulajdonban vannak, és a profitmotívum dominál, míg az antikapitalista nézetek azt állítják, hogy ez a rendszer igazságtalanságokat, egyenlőtlenséget és kizsákmányolást eredményez.

## Az antikapitalizmus történeti gyökerei
Az antikapitalista eszmék a kapitalizmus megjelenésével párhuzamosan alakultak ki a 18-19. században. A korai kritikusok, mint például Jean-Jacques Rousseau, a magántulajdon negatív hatásait hangsúlyozták. A modern antikapitalizmus egyik alapvető műve Karl Marx és Friedrich Engels Kommunista kiáltványa (1848), amely a kapitalizmust a társadalmi igazságtalanságok és az osztályharc forrásaként írja le. A 19. században a munkásszervezetek, szakszervezetek és szocialista pártok a munkások kizsákmányolása ellen léptek fel, és egyenlőbb gazdasági rendszert követeltek. A 20. században az antikapitalista gondolatok a szovjet típusú szocializmusban, a harmadik világ felszabadító mozgalmaiban és a nyugati újbaloldali mozgalmakban (pl. 1968-as diáklázadások) kaptak új lendületet.

## Főbb jellemzők
- Kritika a kizsákmányolás ellen: Az antikapitalisták szerint a kapitalizmusban a munkások által létrehozott érték nagy része a tőkéseké lesz, míg a munkások alulfizetettek maradnak.[3]
- Egyenlőtlenségek elleni fellépés: A kapitalizmus a gazdasági egyenlőtlenségek növekedéséhez vezethet, ahol a gazdagok egyre gazdagabbak, míg a szegények helyzete romlik.[4]
- Alternatív rendszerek keresése: Az antikapitalizmus különböző alternatívákat kínálhat, mint például a szocializmus, kommunizmus, anarchizmus vagy más kooperatív gazdasági modellek.[5]

## Gyakorlati kritikák
Az antikapitalisták a kapitalizmus hibáiként említik a dolgozók kizsákmányolását, a környezeti pusztítást (pl. erdőirtás, szennyezés), a profitérdek által vezérelt társadalmi egyenlőtlenségeket és a társadalom polarizálódását. Az antikapitalizmus célja tehát egy igazságosabb, egyenlőbb és fenntarthatóbb társadalmi-gazdasági rendszer kialakítása.

## Az antikapitalizmus különböző formái

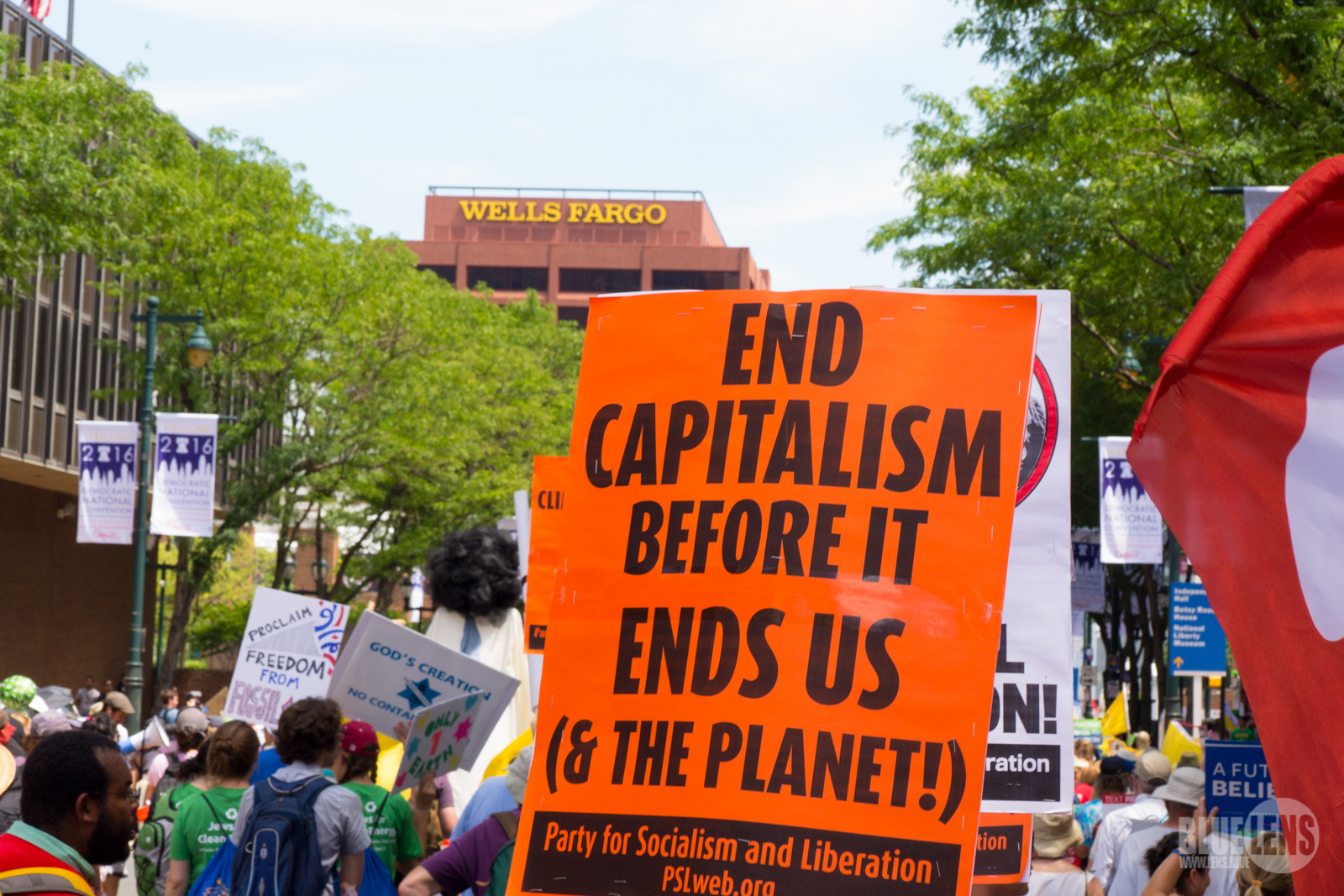
Menet a tiszta energiáért Philadelphiában 2016. július 24-én. A feliraton ez áll: "vessünk véget a kapitalizmusnak, mielőtt ő vet nekünk véget".

Az antikapitalizmus nem egyetlen ideológia, hanem különböző irányzatok gyűjtőneve, melyek lehetnek:
- Szocializmus: Közös tulajdonon és a javak igazságosabb elosztásán alapul.
- Forradalmi antikapitalizmus: Marxizmus és kommunizmus, amelyek radikális társadalmi átalakulást sürgetnek. Egy osztály nélküli társadalmat céloz meg, ahol megszűnik a magántulajdon.
- Reformista antikapitalizmus: A kapitalizmus fokozatos átalakítása törvényes reformokkal, például a jóléti állam kiépítése vagy erős szociális háló létrehozása.[7]
- Anarchizmus: Az anarchisták elutasítják a kapitalizmus mellett az állami hatalmat is, és közösségi alapú, hierarchiamentes rendszert javasolnak.[8]
- Ökológiai antikapitalizmus: Környezetvédelmi szempontból kritizálja a kapitalizmust, mert az erőforrások kimerítéséhez és környezeti válságokhoz vezet és a környezeti problémák megoldását a kapitalizmus felszámolásában látja.
- Antiglobalizációs mozgalmak: A globalizált kapitalizmus kritikája, amely szerint a multinacionális vállalatok dominanciája és a nemzetközi pénzpiac kizsákmányoló és egyenlőtlen rendszert hoz létre.

## Főbb antikapitalista gondolkodók és mozgalmak

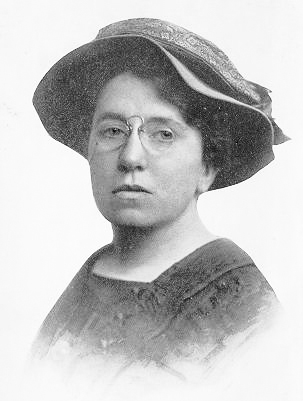
Emma Goldman

- Karl Marx: Az antikapitalista gondolkodás központi alakja, a történelmi materializmus kidolgozója.
- Friedrich Engels: Marx szövetségese, közös munkáik az antikapitalizmus alapvető irodalmának számítanak.
- Emma Goldman: Anarchista gondolkodó, aki kritizálta a kapitalizmust és az állami rendszereket.
- Noam Chomsky: Modern antikapitalista gondolkodó, a globalizáció és az amerikai imperializmus kritikusa.
- Occupy Wall Street: A 2010-es évek elején zajló mozgalom, amely a "1% és 99%" közötti egyenlőtlenségekre hívta fel a figyelmet.

### Jelenkori antikapitalista mozgalmak
Az antikapitalizmus ma is létező és aktív eszme, amely különféle új formákban jelenik meg:
- Klímaaktivizmus: A kapitalizmus felelősségre vonása az éghajlatváltozásért.[9]
- Antifa mozgalom: Az antifasiszta csoportok sokszor antikapitalista ideológiát is vallanak.[10]
- Kooperatív gazdaságok: Olyan kezdeményezések, amelyek a közös tulajdont és az egyenlőbb döntéshozatalt támogatják.

## Az antikapitalizmus kritikája
Bár az antikapitalizmus erőteljes társadalmi mozgalmakat inspirált, számos kritika is érte. A szocialista rendszerekben gyakran lassabb a gazdasági növekedés, és előfordulhatnak erőforráshiányok. A kommunista rendszerekben az állami kontroll gyakran az egyéni szabadságjogok csorbításához vezetett, valamint kritikusai szerint az antikapitalizmus nem mindig kínál életképes alternatívát a kapitalizmussal szemben.

## Antikapitalista szimbólumok és jelszavak

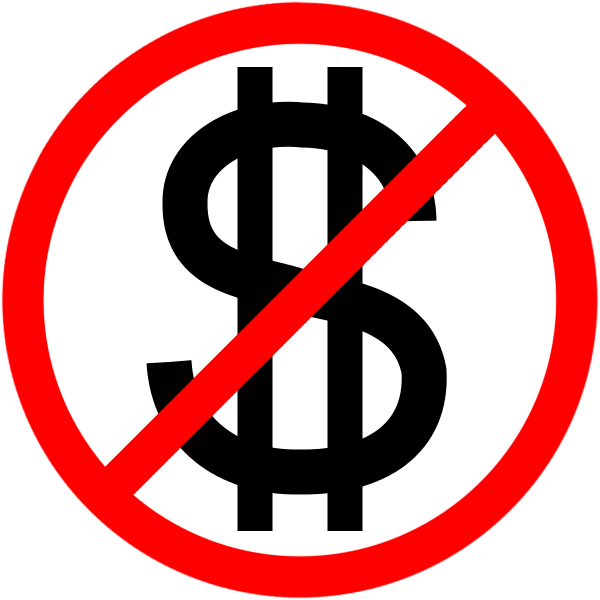

A vörös csillag, a sarló és kalapács, a keresztül húzott dollárjel valamint a fekete zászló az antikapitalista mozgalmak jelképei.

### Jelszavak
"Minden hatalmat a munkásoknak!"
"Az emberek fontosabbak, mint a profit!"
"Egy másik világ lehetséges."